# Línguas filipinas
As línguas filipinas são um grupo de línguas da família Malaio-Polinésia, composto por cerca de 150 idiomas dispersos pelas Filipinas e também pelo norte de Celebes (Indonésia) e falados por mais de 92,5 milhões de pessoas.
Em grande parte, são línguas historicamente que, desde o século XVI adquiriram sua dimensão moderna, com um forte vínculo, principalmente do léxico, com o espanhol. Entre essas está o próprio crioulo espanhol e suas variedades, apenas recentemente, no século XXI, foram estudadas em sua ampla dimensão suprarregional.

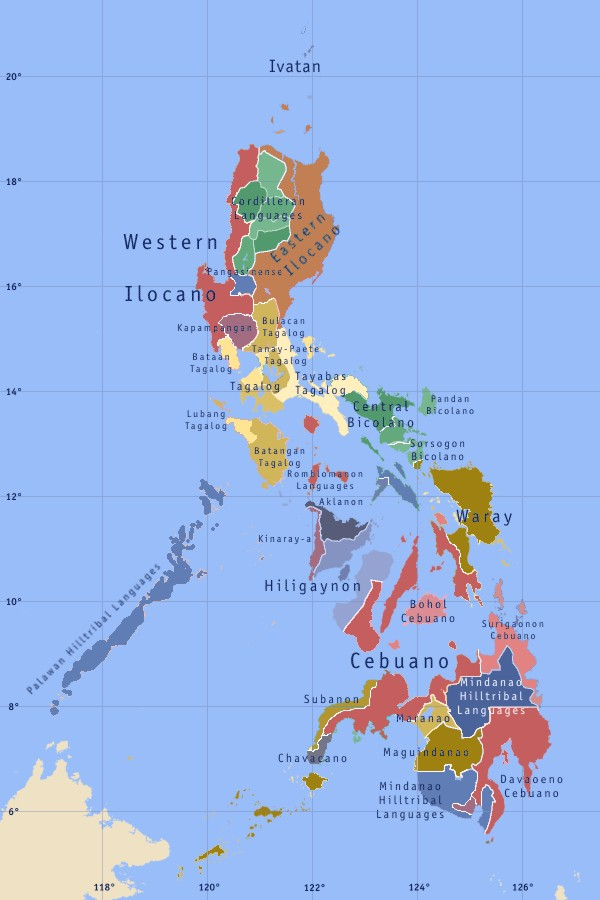
Línguas Filipinas

O primeiro estudo importante, sistemático e contextualizado das línguas filipinas e, em geral, dos chamados austronésios foi o de Lorenzo Hervás, no final do século XVIII e início do século XIX, através do seu “Catálogo das Línguas das Nações Conhecida”. Tanto este trabalho monumental como os materiais manuscritos de Hervás foram a base de estudos imediatos e subsequentes, admitidamente ou não, como observou Max Müller em 1861.
O grupo das línguas filipinas foi definido em 1991 como uma subfamília austronésia por Robert Blust, que ligou as línguas das Filipinas às do norte de Celebes. Considerou-se que este grupo mantinha uma estreita relação com as línguas do Bornéu, porém é mais provável que seja um grupo separado que divergiu muito cedo após a expansão malaio-polinésia de Taiwan, há cerca de 5000 anos.

## Classificações

### Lorenzo Hervás (sec. XVIII)
Pioneiramente, Lorenzo Hervás y Panduro, a partir de 1784, estabelece para as línguas malaio-polinésias uma "língua matriz", o Malaio, disseminado pelas ilhas do Pacífico. Em princípio, atende preferencialmente à distribuição geográfica e, em volumes subsequentes, já na edição de Madri, orienta a relação entre os idiomas. Sua classificação é notavelmente precisa e ampla.

### Adelaar & Himmelmann
Adelaar &Himmelmann (2005) divide as línguas aproximadamente de norte a sul,:
- Norfilipino (especialmente en Luzón)
- Gran filipino central (do centro das Filipinas ao norte das Celebes)
- Kalamiano (em Palawan)
- Mindanao Sur* Sangírico (Norte de Celebes)
- Minahasano (Norte de Celebes)

### Auckland
A classificação mais atualizada (2008) é  a que relaciona as línguas filipinas com as línguas sama-bajaw em um grupo chamado  sulú-filipino . A seguinte relação filogenética indica entre parênteses a porcentagem de confiabilidade do grupo:
- Línguas Malaio-Polinésias (100%)
  - Sulú-filipino (74%)
    - Sama-bajaw (100%): Típico dos povos do arquipélago do Sulú (ilhas das Filipinas entre Bornéu e Mindanao) chamados de ciganos marinhos e hoje dispersos em Filipinas, hoje em dia nas Filipinas, Bornéu (Indonésia, Malásia e Brunei) e Celebes.
    - Filipino ou Filipino-gorontalo (100%): Das Filipinas e do norte de Celebes (Indonésia).língua Gorontalo]].
      - Filipino próprio (100%)
        - Norte-filipino (100%): Grupo do norte e centro de Luzón. Também é encontrado ao norte de Mindanao e nas pequenas ilhas entre Luzon e Taiwan. Por exemplo: Ilocano, pampango, língua batânicas,  pangasinense.
        - Filipino centro-meridional (83%)
          - Centro-palawânico (100%)
            - Centrofilipino ou Meso-filipino (100%): Pode ser encontrada em Visayas, ao sul de Luzón, a leste de Mindanao e Sulu, P.Ex.:: Filipino,  Tagalo, Cebuano,  hiligainón, Samareño,  Tausug, Bicolano e línguas do povo aeta como o [língua mariveleña | mariveleño]].
            - Palawánico (88%): Na região Mimaropa, formada por Palawan, Mindoro e as ilhas entre essas.

        - Mindanao ou Sui-filipino (100%): Próprio de Mindanao, Ex.: [Bilán].

## Comparação léxica
Os numerais reconstruidos para os diferentes ramos de línguas filipinas são:
| Línguas | Filipino setentrional                   | Filipino setentrional  | Filipino setentrional | Filipino centro- meridional | Filipino centro- meridional | Filipino centro- meridional | Filipino centro- meridional | Filipino centro- meridional | Filipino centro- meridional | PROTO- FILIPINO |
| Línguas | PROTO- BATÁNICO PROTO- LUZÓNICO CENTRAL | PROTO- LUZÓNICO SETEN. | PROTO- PALAWÂNICO     | ,PROTO- BISAYA              | PROTO- MINDANAO MERIDIONAL  | PROTO- MINDANAO ORIENTAL    | PROTO- MINAHASA             | PROTO- SANGÍRICO            |                             | PROTO- FILIPINO |
| ------- | --------------------------------------- | ---------------------- | --------------------- | --------------------------- | --------------------------- | --------------------------- | --------------------------- | --------------------------- | --------------------------- | --------------- |
| 1       | *ʔaʔsaʔ                                 |                        |                       | *                           | *ʔəsá / *ʔisá               | *satu                       | *isa                        | *əsa                        | *əsa                        | *ʔəʔsáʔ         |
| 2       | *da-duhaʔ                               |                        |                       | *                           | *duhá                       | *lɨwu                       | *duha                       | *dua                        | *dua                        | *da-ruwáʔ       |
| 3       | *ta-tluʔ                                |                        |                       | *                           | *təlú / *ta-tlu             | *tlu                        | *tulu                       | *təlu                       | *təlu                       | *ta-tl̥úʔ        |
| 4       | *ʔaʔpat                                 |                        |                       | *                           | *ʔaʔpat                     | *(q')ɨpat                   | *upat                       | *əpat                       | *əpat                       | *ʔə́mpat         |
| 5       | *limaʔ                                  |                        |                       | *                           | *limá                       |                             | *lima                       | *lima                       | *lima                       | *limáʔ          |
| 6       | *ʔaʔnəm                                 |                        |                       | *                           | *ʔənəm *ʔanʔəm              |                             | *ɨnɨm                       | *ənəm                       | *ənum                       | *ʔaʔnəm         |
| 7       | *pa-pituʔ                               |                        |                       | *                           | *pitú                       |                             | *pitu                       | *pitu                       | *pitu                       | *pituʔ          |
| 8       | *wa-waLo                                |                        |                       | *                           | *walú                       |                             | *walu                       | *ualu                       | *ualu                       | *wal̥úʔ          |
| 9       | *[sa-]siyam                             |                        |                       | *                           | *siyám                      |                             | *siyam                      | *siow                       | *siaw                       | *siyám          |
| 10      | *sa-puLuʔ                               |                        |                       | *                           | *sa-ŋ/m-púluʔ               |                             |                             | *puluʔ                      | *pulo                       | *-púl̥uʔ         |